# Pedro Luis Barcia
Pedro Luis Barcia (Gualeguaychú, Entre Ríos, 28 de junio de 1939) es doctor en Letras, lingüista, investigador universitario, escritor y profesor argentino. Fue presidente de la Academia Nacional de Educación y de la Academia Argentina de Letras.
Estudió profesorado en letras y luego se doctoró  en la Facultad de Humanidades de la Universidad Nacional de La Plata. Tesis: “Los Proverbios morales del rabí Sem Tob”. Fue profesor titular en esa universidad de Literatura Argentina I , Literatura Argentina II y de Literatura Medieval. 
Lingüista, lexicógrafo, Investigador Principal del CONICET. 
Fundador en 1991 del primer Doctorado en Comunicación de la Argentina, en la Facultad de Comunicación de la Universidad Austral, que dirigió hasta 2012. Profesor Emérito de esta Universidad, donde es titular de Contenidos Culturales Contemporáneos y del Seminario Opcional, de la Facacutlad de Comunicación. Fue presidente de la Academia Argentina de Letras desde 2001 a 2013.

## Carrera
Es miembro correspondiente de la Real Academia Española 2, de la Academia Norteamericana de la Lengua Española, de la Academia Dominicana de la Lengua Española y de la Academia Nacional de Letras del Uruguay. Académico Emérito de la Academia Sanmartiniana y del Instituto Nacional Belgraniano. Profesor Emérito de la Universidad de Montevideo.
Es Doctor honoris causa de la Universidad “Ricardo Palma”, del Perú, de la Universidad Nacional de Tucumán, de la Universidad de Salta, de la Universidad de Concepción del Uruguay y de la Universidad de Morón.
Académico de Número de la Academia de Ciencias y Artes de San Isidro.
Fundador y Director del Instituto de Estudios Americanistas “Julián Cáceres Freyre”, de la Universidad Austral.
Profesor de la Maestría en Alta Especialización en Filología Hispánica, CSIC, España. Desde 2004.
Director de la Diplomatura en Cultura Argentina, CUDES, Buenos Aires.
Miembro de Honor Vitalicio de la Fundación Miguel Lillo (Tucumán).
Miembro del Consejo Asesor de varias publicaciones: Revista de Literaturas Modernas (Universidad Nacional de Cuyo), Humanidades (Universidad de Montevideo), Boletín de Estudios Hispánicos  (Universidad Nacional del Sur), Museo (Museo de la Universidad de La Plata),  Escritura y Pensamiento (Universidad Nacional San Marcos, Lima), etc.
Académico honorario de la Academia Argentina de Letras.

## Obras
- El Mester de Clerecía (1967), Buenos Aires (BA), Centro Editor de América Latina.
- Escritos dispersos de Rubén Darío, La Plata, Fac. de Humanidades, UNLP, dos tomos, 1968 y 1977.
- Análisis de "El Conde Lucanor" (1968),  BA, Centro Editor de América Latina.
- Prosas de Rafael Obligado (1976), BA, Academia Argentina de Letras.
- Fray Mocho desconocido (1979), BA, Mar de Solís.
- Cuentos desconocidos de Leopoldo Lugones. Compilación y estudio preliminar, (1982), La Plata, Ediciones del 80.
- Prosas de Enrique Banchs (1983), BA, Academia Argentina de Letras.
- La Plata vista por los viajeros (1882-1912), (1982), La Plata, Ediciones del 80.
- Historia del Hospital Italiano (1886-1986) .Coautores: Horacio Cucccorese, Silvia Hospital y Noemí Girbal. (1986), La Plata, Hospital Italiano, comisión de Celebración del Año Centenario.
- Pedro Henríquez Ureña y La Argentina (1994), Santo Domingo, Secretaría de Educación y Cultura. 2ª. Ed. 2006.
- Ángel J. Battistessa. Semblanza y bibliografía (1994), BA, Secretaría de Cultura del Arzobispado de Buenos Aires.
- El nicaragüense Tomás de Rocamora, Fundador y Gobernador de pueblos en el Río de la Plata (1995), BA, Embajada de Nicaragua.
- Edición crítica de la “Marcha triunfal”  de Darío (1995), BA, Embajada de Nicaragua.
- Prosas profanas de Darío (1996), BA, Embajada de Nicaragua.
- Shakespeare en la Argentina (1996), La Plata, Fac. de Humanidades, UNLP.
- Proyecto de Edición Crítica de las Obras Completas de Rubén Darío (1997), Managua. Fundación Internacional Rubén Darío.
- Rubén Darío, entre el tango y el lunfardo (1997), Managua, Fundación Internacional R. Darío.
- Los matematicuentos. Coautores: E.  Anderson Imbert y José Clemente (1997), BA, Magisterio Río de la Plata.
- Cuestiones educativas. Lengua y matemática. Coautor: Alfredo Palacios (1997), BA, Magisterio del Río de la Plata.
- La elaboración del proyecto educativo institucional (1998), BA, DICE, Universidad Austral.
- La matemagia del laberinto. Coautores: E. Anderson Imbert, Jorge Bosch (1999), BA, Magisterio Río de la Plata.
- Historia de la historiografía literaria argentina, Desde sus orígenes hasta 1917 (1999),BA, Ediciones Pasco.
- La misión del escritor. El ideal caballeresco. Libros inéditos, de Leopoldo Lugones. Compilación y estudio. (1999), BA, Ediciones Pasco. T. II de las Obras completas de Lugones.
- Elogios. Trabajos desconocidos de Leopoldo Lugones. Compilación y estudio preliminar (2000), BA, Ediciones Pasco. T. VI de las Obras completas, de L. Lugones.
- Los diccionarios del español de la Argentina (2004), BA, Academia Argentina de Letras.
- Un inédito Diccionario de argentinismos del siglo XIX (2006), BA, Academia Argentina de Letras. Distinguido por de la Legislatura de la Ciudad Autónoma de Buenos Aires.
- La lengua en los nuevos medios electrónicos(2007), BA, Academia Argentina de Letras-Dunken.
- Léxico del mate (2007), BA, Academia Argentina de Letras.
- No seamos ingenuos. Manual de lectura inteligente de los medios. (Coord.)(2008), B.A, Santillana.
- Cancionero de las Invasiones Inglesas. Coautora Josefina Raffo, (2009) BA, Emecé-Academia Argentina de Letras.
- La Biblioteca Popular de Buenos Aires (1873-1878). Estudio e índice. En coautoría con María Adela Di Bucchianico. BA, Academia Argentina de Letras-Fundación Navarro Viola, 2011.
- Diccionario fraseológico del habla argentina (2010), Coautora Gabriela Pauer, BA , Emecé-Academia Argentina de Letras.
- Refranero de uso argentino. Coautora Gabriela Pauer (2013), BA, Emecé-Academia Argentina de Letras.
- Los caminos de la lectura. Las bibliotecas del Libertador. Coautora María Adela Bi Bucchianico. (2011), BA, Autopistas del Sol.
- La literatura antártica argentina (2013), BA, Academia Argentina de Letras-Banco de Galicia.
- El camino en la literatura. Coautoras: María Adela Di Bucchianico y Laura Ventura. (2013), BA, Autopistas del Sol.
- Pedro Henríquez Ureña y la Argentina. Leipzig (Alemania). Ediciones Cielonaranja, 2015. Tercera edición aumentada; 318 pp. Biblioteca 'Pedro Henríquez Ureña'
- Ideario de Sarmiento (2014), Buenos Aires, Academia Nacional de Educación y Grupo Petersen, 3 ts.: “Colección Idearios Argentinos”, 1.
- Ideario de San Martín (2015), Buenos Aires, Academia Nacional de Educación y Grupo Petersen,  “Colección Idearios Argentinos”, 2
- La prevención educativa de adicciones (2015), Buenos Aires, Academia Nacional de Educación y Fundaciones Santiago del Estero y Hamburgo
- San Martín y su donación de libros a la Biblioteca de Mendoza (2015). En coautoría con María Adela Di Bucchianico. Mendoza, Ediciones Culturales de Mendoza
- La prevención educativa de adicciones (2015). Buenos Aires, Academia Nacional de Educación y Asociación Dirigentes de Empresas
- La comprensión lectora. Aprender a comprender: textos gráficos, gestuales, orales y escritos. Buenos Aires, Academia Nacional de Educación y Ediciones SM, 2016 (con una carpeta de láminas para Inicial y siete cuadernillos de ejercitación para Primaria)
- Mis trabajos y mis días (2020). Editorial Docencia
- Los géneros comunicativos universitarios (2021), Editorial de la Universidad Católica de La Plata
- San Martín en el teatro argentino (2021), Editorial Docencia
- El resurgir de la Argentina. Reflexiones y propuestas de treinta y seis intelectuales argentinos (2023), Editorial Docencia (Barcia, coordinador)
- Ezequiel Martínez Estrada. Una lírica reflexiva (2023), Editorial Vinciguerra. Hechos de Cultura y Fundación Argentina para la Poesía
- La identidad de los argentinos (2024), Editorial Dunken
- El cuento y la leyenda folklóricos argentinos (2025), Editorial Dunken

Folletos y opúsculos (menos de 100 pp.)
- Lugones y el ultraísmo (1966), La Plata, Univ. Nac. de La Plata.
- Proyecciones pedagógicas del pensamiento de Mc Luhan,  Colegio de Profesores Graduados, La Plata, 1989.
- La Colección de Poesías Patrióticas de 1827 (2001), BA, Academia Argentina de Letras.
- Caterva... en la narrativa de Juan Filloy (2002), BA, Academia Argentina de Letras.
- Leopoldo Marechal y la mitopoiesis (2002), Academia Argentina de Letras.
- La educación en valores (2003), BA, Academia Nacional de Educación.
- El Río de la Plata en la poesía argentina (2003), BA, Academia de Ciencias y Artes de San Isidro.
- La educación en valores (2004), BA, CONSUDEC, Colección Tercer Milenio, 30.
- La Peña del Libro en Montevideo (2003), BA, Editorial Dunken.
- Trenti Rocamora (2003), BA, Editorial Dunken.
- Ortega y su lectura de la Pampa (2004), BA, Fundación Carolina-Fundación Ortega y Gasset Argentina.
- La gloria de don Ramiro y la poética del barómetro (2008) BA,  s.ed.
- Homenaje a Echeverría  (1805-1851) (2005),  Pedro Luis Barcia y Félix Weinberg, Buenos Aires, Academia Nacional de la Historia-Academia Argentina de Letras.
- Un corpus de lectura (2005),  BA, Consudec, Ha sido la base para la colección “Cien de las Mejores Obras de la Literatura Universal”, editada por el Ministerio de Educación de la Nación, en 2007, distribuida a 16.000 establecimientos educativos.
- La Academia en Internet (2004), BA, Academia Argentina de Letras
- Fray Luis de Tejeda y Guzmán (1605-2005), primer poeta argentino (2005) BA, Academia Argentina de Letras.
- Comunicación y adolescencia (2013), BA, Academia Nacional de Educación.

Ediciones con estudios preliminares y notas
- Azul... de Rubén Darío (1975),  BA, Librería Huemul.
- Las fuerzas extrañas, de Leopoldo Lugones (1881), La Plata, Ediciones del 80.
- La lira argentina. Edición crítica, estudio y notas (1982), BA, Academia Argentina de Letras.
- Las águilas, de Eduardo Mallea (1983), BA, Editorial Huemul.
- Páginas de Juan Carlos Ghiano seleccionadas por el autor. Estudio preliminar de P. L. Barcia. (1984), BA, Celtia.
- Descenso y ascenso del alma por la belleza, de Leopoldo Marechal (1984), BA, Editorial Vórtice.
- Poesía (1924-1950), de Leopoldo Marechal (1985), La Plata, Ediciones del 80. Con 56 poemas desconocidos.
- Los desterrados, de Horacio Quiroga  (1987), BA, Editorial Huemul.
- El espejo negro y otros cuentos, de Leopoldo Lugones (1988), BA, Editorial Huemul.
- Obras poéticas, de Olegario V. Andrade. Con traducciones al inglés, francés e italiano. (1998), BA, Ediciones Confluencia.
- Cuentos fantásticos, de Leopoldo Lugones (1988), Madrid, Castalia.
- La trama celeste,  de Adolfo Bioy Casares (1990), Madrid, Castalia.
- Adán Buenosayres, de Leopoldo Marechal (1994), Madrid, Castalia.
- El incendio y las vísperas, de Beatriz Guido (1993), Madrid, Castalia - Instituto. de la Mujer.
- Noche de duelo, casa del muerto, de Marco Denevi (1994), BA, Editorial Huemul.
- La ciudad encantada de la Patagonia, de Ernesto Morales (1994), BA, Secretaría de Cultura de la Nación.
- Los pasajeros del jardín, de Silvina Bullrich (1995), BA, Ediciones Nuevo Siglo.
- Juan Moreira. Novela y teatro, de Eduardo Gutiérrez  (1995), BA, Ediciones Nuevo Siglo, 2 ts.
- Folklore bonaerense, de Ventura Lynch (1995) BA, Secretaría de Cultura de la Nación.
- Santos Vega o los mellizos de "La Flor", de Hilario Ascasubi (1995), BA, Secretaría de Cultura de la Nación.
- Las repúblicas hispanoamericanas. Compilación de textos dispersos de Rubén Darío. (1997), BA, Embajada de Nicaragua.
- La poesía, de Leopoldo Marechal. Con 42 poemas desconocidos (1998), BA, Perfil Libros, T. I. de las Obras completas.
- El teatro y los ensayos. Prólogos de Javier de Navacues y Pedro Luis Barcia (1998), BA, Perfil Libros, T. II de las Obras completas.
- Los cuentos y otros escritos. Compilación y estudio de material disperso y desconocido (1998), BA,  Perfil Libros, 1998, T. V de las Obras completas.
- Romances del Río Seco, de Leopoldo Lugones (1999), BA, Ediciones Pasco. T. I de las Obras completas de L. Lugones.
- Cinco dandys porteños, de Pilar de Lusarreta (1999), BA, Peña Lillo y Ediciones Continente.
- Odas seculares, de Leopoldo Lugones (2000), BA, Ediciones Pasco. T. III de las Obras completas de L. Lugones.
- Fracasos de la fortuna y sucesos varios acaecidos, de Miguel de Learte (2006), Estudios preliminares de Ernesto J.A. Maeder y Pedro Luis Barcia. Buenos Aires, Edición conjunta de: Academia Nacional de la Historia, Academia Argentina de Letras y Union Acadèmique Internationale.
- Colección de Poesías Patrióticas (2018), Editorial Docencia.
- Cancionero Popular, de Estanislao S. Zeballos (2018), Editorial Docencia.
- Poesías Desconocidas de la Independencia Argentina (2018), Editorial Docencia.
- Romancero, de Leopoldo Lugones (2018 -primera edición: 2012-), Editorial Docencia.
- El Payador, de Leopoldo Lugones (2018 -primera edición: 2012-), Editorial Docencia.
- La misión del escritor y El ideal caballeresco, de Leopoldo Lugones (2018), Editorial Docencia.
- Elogios, de Leopoldo Lugones (2018), Editorial Docencia.
- Estudios esotéricos, de Leopoldo Lugones (2018), Editorial Docencia.
- Cuentos Desconocidos, de Leopoldo Lugones (2018), Editorial Docencia.
- Ensayos sobre Estética y Poética, de Leopoldo Lugones (2018), Editorial Docencia.
- La lengua que hablamos, de Leopoldo Lugones (2019). Editorial Docencia.
- Crítica Literaria, de Leopoldo Lugones (2019). Editorial Docencia.
- Rescate de náufragos I. Textos desconocidos y dispersos de Banchs, Mallea y Arlt (2021). Editorial Docencia.
- La narrativa policial argentina. Nuevos aportes (2021). Editorial Docencia.
- Cancionero tabernario del pueblo noroeste argentino y otras páginas inéditas, de Juan Alfonso Carrioz (2021). Editorial Docencia.

- Capítulos de libros: Más de treinta.
- Monografías y artículos. Más de 250.

## Distinciones y premios
- "Palmas Sanmartinianas".
- Premio Internacional Cincuentenario de la Academia Argentina de Letras.
- Profesor honorario de la Universidad Nacional de Formosa.
- Galardonado como "el mayor dariista argentino", por parte de la Universidad de León, en Nicaragua.
- Premio Juntos Educar(2003) BA, Arzobispado de Buenos Aires
- Premio “Domingo Faustino Sarmiento”, Sarmiento (2005), del Senado de la Nación Argentina. “Por sus aportes a la cultura nacional”.
- Fue Secretario Académico Ejecutivo del III Congreso Internacional de la Lengua Española, Rosario, República Argentina. Rosario.
- Miembro Titular del Comité Científico del III Congreso Internacional de la Lengua Española. Rosario.
- Es Miembro de la Comisión Interacadémica del Diccionario panhispánico de dudas, por la Región Rioplatense (la Argentina, Paraguay y Uruguay), de la Asociación de Academias de la Lengua Española.
- Es Miembro de la Comisión Interacadémica para el Diccionario académico de americanismos, por la Región Rioplatense, de la Asociación de Academias de la Lengua Española.
- Es Miembro de la Comisión para el Corpus Lingüístico del siglo XXI, de la Asociación de Academias de la Lengua Española
- Premio “Esteban Echeverría” a la Crítica, de Gente de Letras, Buenos Aires.
- Premio Estatuilla “Leonardo Castellani”, por su contribución a la cultura argentina.
- Laurel de Plata del Rotary Club Argentino.
- Premio a la Vocación Humanística, 2002, Feria del Libro.
- Premio Sarkosky, 2003.
- Miembro del Consejo Asesor Vitalicio de la Fundación Miguel Lillo. Tucumán 2007.
- Miembro del Comité de Honor del Pabellón de Artes, de la UCA, Buenos Aires. 2002.
- Premio Mecenas, Ciudad de Buenos Aires, 2008.
- Premio “José Manuel Estrada” a la Crítica, de la Secretaría de Cultura del Arzbobispado de Buenos Aires.
- Medalla “Café Tortoni”, “a la difusión de la cultura popular argentina”, Buenos Aires, 2002.
- Miembro de Honor de los Amigos de la Avenida de Mayo.
- Premio Familia, de la Asociación de Amigos de la Avenida de Mayo (junto a las de Mariano Mores, Marimón,  E. Mesa, C. Balá).
- Premio Rioplatense, del Rotary Club Argentino y Uruguayo. 2012.
- Ciudadano Ilustre de la Ciudad de Buenos Aires (2013), declarado por la Legislatura de la CABA.
- Miembro correspondiente del Instituto “San Felipe y Santiago” de Estudios Históricos de Salta, desde 2016.
- Mención de Honor “Senador Domingo Faustino Sarmiento" del Senado de la Nación, 2016.
- Sin educación la Argentina no tiene futuro, publicado con la Fundación Salta y la Fundación del Tucumán, declarado de interés por el Senado de la Nación, 2017.

Publicaciones periódicas y colecciones que dirigió:
Ha dirigido las publicaciones periódicas: 
- Románica de la Fac. de Humanidades y Ciencias de la Educación, de la Univ. Nac. de La Plata.
- Boletín de la Academia Argentina de Letras (2001-2013)
- Boletín de la Academia Nacional de Educación.

Ha dirigido las siguientes colecciones:
- Colección “Cuadernos Australes de Comunicación” de la Facultad de Ciencias de la Información,  Universidad Austral (11 volúmenes)
- Colección “Investigaciones y Tesis” de la Facultad de Comunicación, de la Universidad Austral. (10 volúmenes, en proceso)
- Dirigió la Biblioteca de la Cultura Argentina  (10 volúmenes).
- Colección La Academia y la lengua del Pueblo, AAL. (24, en proceso)
- Colección Bolsillables, de la Academia Argentina de Letras .(5 en proceso)
- Dirige las Obras completas de Leopoldo Lugones (se han publicado 6 volúmenes, en proceso)
- Colección Idearios Argentinos  (7 volúmenes, en proceso).
- Es colaborador de: Anthropos, de Barcelona, Siglo de Oro (Universidad Autónoma de Madrid), Anales de Literatura Hispanoamericana (Univ. Complutense de Madrid), Boletín de la Academia Argentina de Letras, Hispanic Horizon (Jawaharlal Nehru University, Nueva Delhi), Testo e Contesto  (Universitá de Macerata, Italia), Humanidades (Universidad de Montevideo, Uruguay) Revista de la Universidad (La Plata), Revista del Museo, (La Plata), Cuadernos del Sur, UNS, Bahía Blanca, Biblioteca (Biblioteca Nacional, Buenos Aires), Theoría (Univ. Nac. De Tucumán), Revista de Literaturas Modernas (Univ. Nac. De Cuyo), SEBA (Boletín de la Sociedad de Estudios Bibliográficos Argentinos), Cuadernos del Idioma (Instituto del Idioma), Letras (Univ. Católica Argentina), Boletín de la Academia Argentina de Letras,  Fundación, Anales del Instituto Nacional Belgraniano, Anales del Instituto Nacional Sanmartiniano, Museo (Revista del Museo de la Univ. Nacional de La Plata)  Revista Nacional de Cultura, Telos (España), Revista de la Fac. de F. y Letras de la Universidad de San Marcos (Perú), Proa (Buenos Aires), Letras de Buenos Aires, Idea Viva, El Gato Negro, La Nación, La Nueva Provincia, El Argentino, etc.
- La Encyclopedie Philosophique Universelle, de Presses Universitaires de France, 1993, dos tomos, ha publicado, de la autoría de Barcia, los asientos referidos a la cultura y la literatura argentinas: Ruy Díaz de Guzmán, Barco Centenera, Echeverría, Alberdi, Sarmiento, etc.